# Fotorolletje

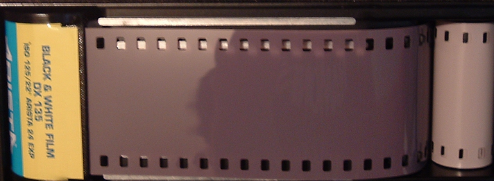
Filmrolletje in camera; links de cassette, rechts de oprolspoel

Een fotorolletje (ook filmrolletje of film) is een lichtdichte cassette met daarin een spoeltje met een strip waarop lichtgevoelig materiaal is aangebracht.
Deze cassette wordt in een analoge fotocamera geplaatst. Na iedere opname wordt de film doorgespoeld naar de oprolspoel zodat een nieuw stuk onbelichte film voor de lens komt. Is de film vol, dan wordt deze, al dan niet automatisch, teruggespoeld in de cassette.
Wanneer er een belichting heeft plaatsgevonden, verandert de chemische samenstelling van het filmpje en het kan dan ontwikkeld worden. De dan ontstane negatieven kunnen afgedrukt worden op speciaal fotopapier, diapositieven (dia's) kunnen met een diaviewer of -projector worden getoond.
Veelal werden foto's gemaakt met een kleinbeeld- c.q. spiegelreflexcamera. Door de opkomst van de digitale camera wordt er steeds minder analoog gefotografeerd.
De filmgevoeligheid van de film (maar ook van een digitale camera) wordt uitgedrukt in een getal, waarbij een aantal normen kunnen worden gebruikt zoals ISO/ASA en DIN.
Met behulp van DX-code (zie DX number, DX-code) is bij analoge camera's onder andere de filmgevoeligheid automatisch af te lezen.